# Hodenc-en-Bray
Hodenc-en-Bray là một xã thuộc tỉnh Oise trong vùng Hauts-de-France tây bắc nước Pháp. nước Pháp. Xã này nằm ở khu vực có độ cao trung bình 178 mét trên mực nước biển.